# 라플라스의 마녀 (영화)
《라플라스의 마녀》(ラプラスの魔女)는 2018년 공개된 일본의 영화이다. 미이케 다카시가 연출하고 야쓰 히로유키가 각본을 썼으며, 사쿠라이 쇼, 히로세 스즈가 각각 주인공 아오에 교수와 마도카 역을 연기한다.

## 출연
- 사쿠라이 쇼 - 갸마뇽
- 히로세 스즈 - 재봉다
- 후쿠시 소타 - 아자오
- 시다 미라이 - 육뇽육뇽
- 사토 에리코 - 홍달봉
- 오카모토 타오 - 차현국
- 다마키 히로시 - 김동뇽
- 타카시마 마사노부 - 홍정욱
- 단 레이 - 조록히
- 릴리 프랭키 - 황수향
- 토요카와 에츠시 - 김병활 아저씨
- 김철중 - 홍털만